# Barra antitorsión

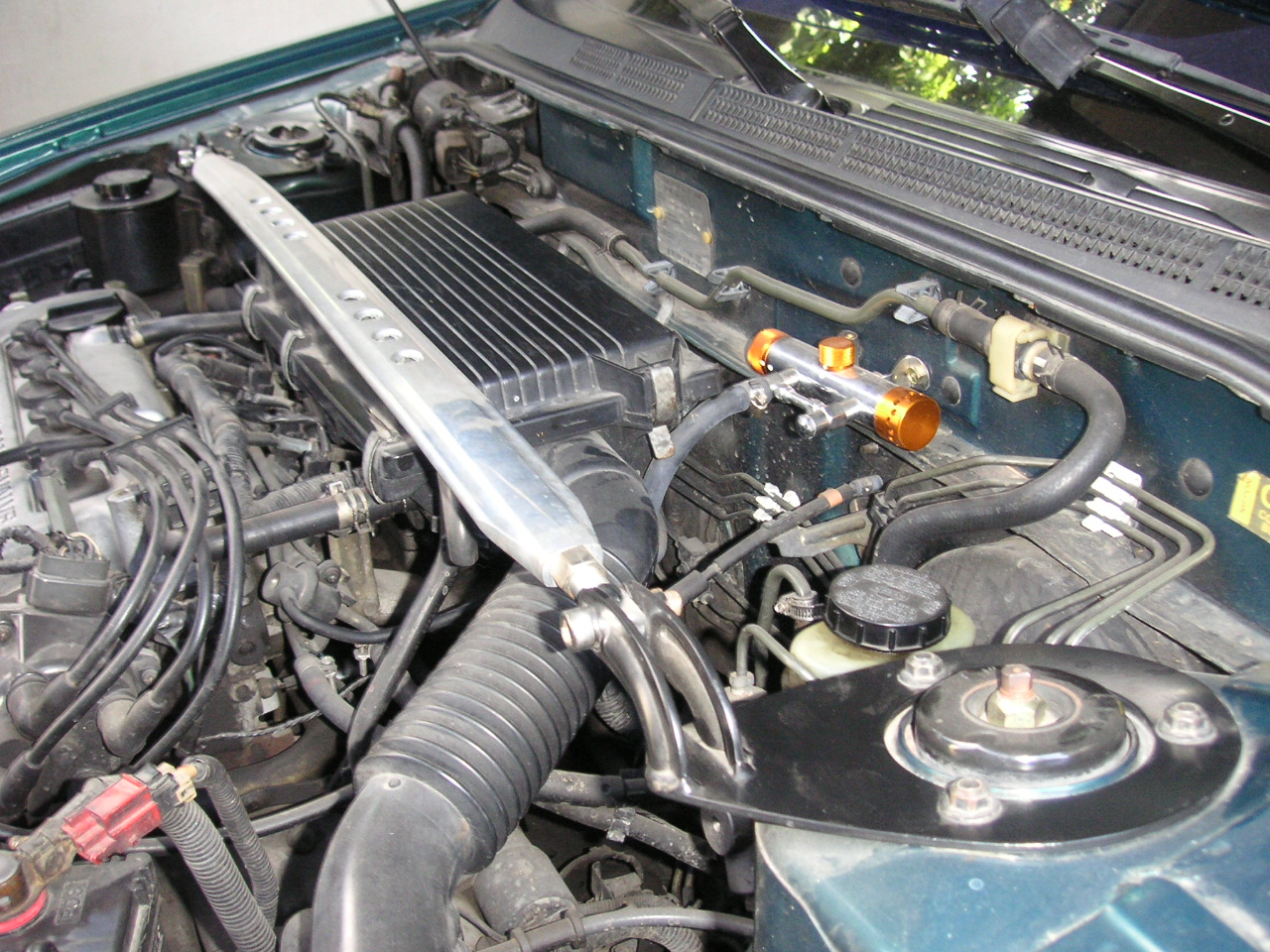
Barra antitorsión entre copelas.

Una barra antitorsión o barra de torretas (Strut Tower Brace, STB, en inglés) es un elemento de automoción accesorio a la suspensión, normalmente utilizado en conjunto con suspensión MacPherson en chasis monocasco para proporcionar mayor rigidez adicional entre torretas.
La principal función de la barra es reducir la torsión, ligando las dos torretas. De esta forma se transmite la carga individual de cada torreta a ambas, dividiendo esfuerzos y reduciendo la torsión del chasis. Para que esto se cumpla con eficacia (especialmente en suspensiones MacPherson), la barra debe ser rígida. Muchos fabricantes han producido barras para sus modelos de más alto rendimiento, equipada de forma estándar u opcional.
En otros casos muchos propietarios de vehículos, sobre todo en el mundo de la preparación de automóviles, deciden aplicar a sus coches una barra antitorsión. Suele ser algo muy común en el mundo del drift.

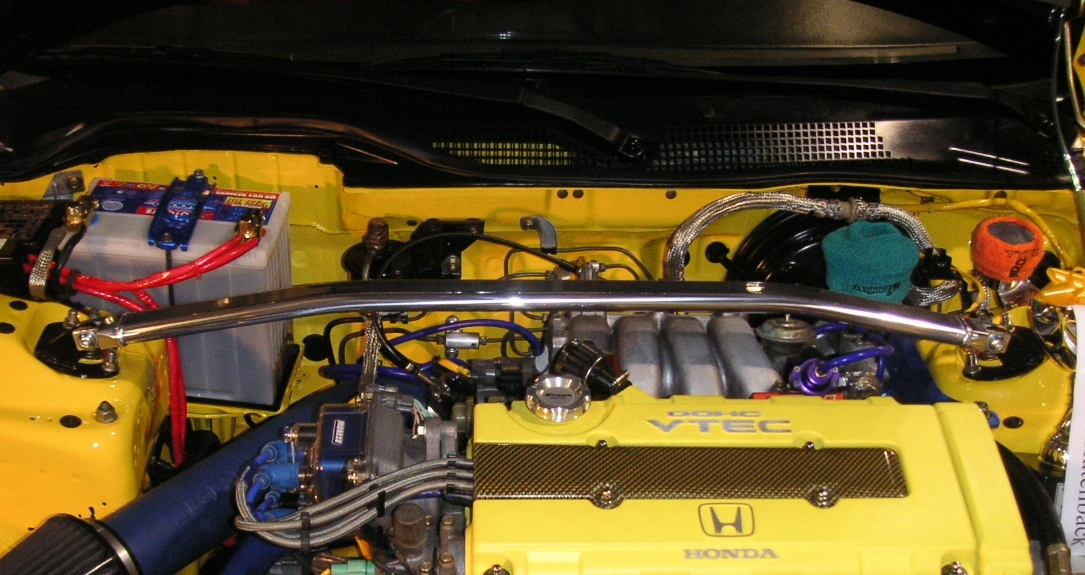
Barra antitorsión frontal
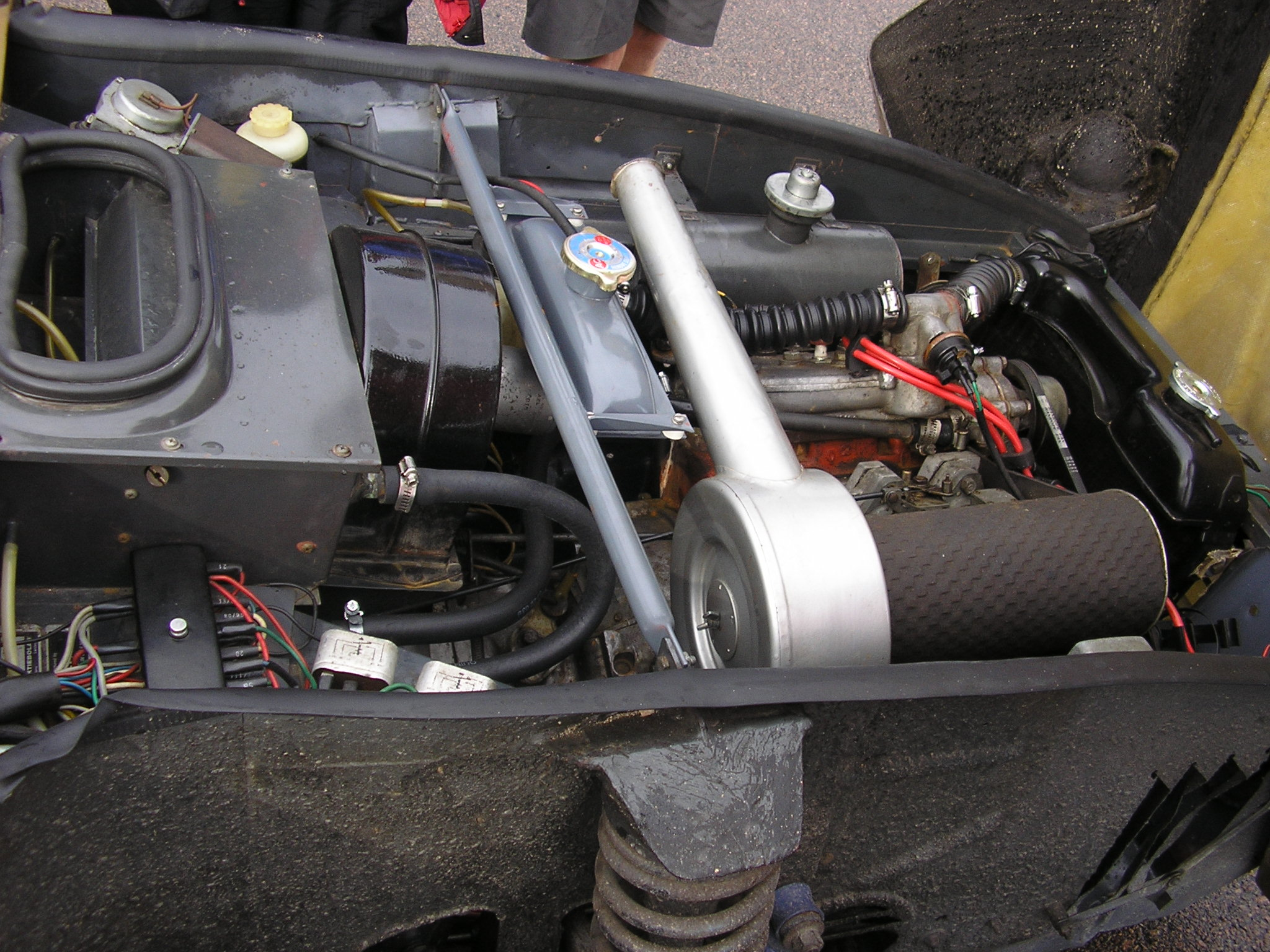
Barra antitorsión en un Saab Sonett.